# Złynka (stacja kolejowa)
Złynka (ros. Злынка) – stacja kolejowa w miejscowości Wyszkow, w rejonie złynkowskim, w obwodzie briańskim, w Rosji. Położona jest na linii Briańsk - Homel. Jest ostatnią stacją tej linii w Rosji przed granicą z Białorusią.
Nazwa pochodzi od pobliskiego miasta rejonowego Złynki.
Obecnie ze stacji nie jest prowadzony ruch pasażerski.